# Bandiera di Bougainville
La bandiera di Bougainville (plak bilong Bogenvil in tok pisin) è un simbolo della regione autonoma di Bougainville, nella Papua Nuova Guinea. Originariamente fu adottata nel 1975 dalla secessionista Repubblica delle Isole Salomone del Nord.

## Descrizione e simbolismo
Secondo il Bougainville Flag, Emblem and Anthem (Protection) Act 2018, la bandiera di Bougainville consiste in un upe sovrapposto a cerchi concentrici su un campo blu cobalto. L'upe (nel vessillo disegnato in bianco e rosso) è un copricapo indossato dagli uomini di Bougainville come simbolo dell'età adulta; il disco nero rappresenta il colore scuro della pelle di suddetto popolo, mentre il disco bianco rappresenta il kapkap, un oggetto tradizionale simbolo di autorità realizzato in madreperla. I 24 triangoli equilateri verdi, all'interno del kapkap, simboleggiano l'importanza della terra per il popolo bougainville. Il campo blu rappresenta l'oceano.
Le proporzioni ufficiali sono 2:3.

## Storia
La bandiera, scelta in un concorso, fu disegnata da Johnathan e Moses Havini. Fu issata per la prima volta ad Arawa il 1º settembre 1975 dalla non riconosciuta Repubblica delle Isole Salomone del Nord.
Come simbolo di secessione, inizialmente la bandiera di Bougainville fu vietata dal governo della Papua Nuova Guinea.
Nel 1978 essa ottiene uno status ufficiale e fu imposto un reato per chi l'avesse usata per un fine senza il consenso del ministro competente.
Nel 2018 il governo autonomo di Bougainville, attraverso il Bougainville Flag, Emblem and Anthem (Protection) Act 2018, ribadì lo status del vessillo e ha imposto una multa di 10 000 kina (100 000 per le società) per chi la usi con l'intenzione di distruggerla, danneggiarla o disonorarla.